# ناصر زاهدي
ناصر الزاهدي (بالألمانية: Nasser Zahedi)‏ ولد يوم 20 ماي من سنة 1961، بمدينة قم في إيران، هو دكتور في الطب، مترجم، مؤلف وأيضا مصور ألماني من أصول إيرانية.

## حياته
ولد زاهدي في مدينة قم، ثم انتقلت عائلة زاهدي إلى طهران، حيث أكمل دراستة الثانوية في مدرسة البرز الثانوية وهي مدرسة مرموقة. وبعد التخرج من الثانوية، درس الطب في جامعة طهران. في عام 1986 هاجر إلى ألمانيا وأكمل دراسة الطب في جامعة كولونيا. وحصل على درجة الدكتوراه من معهد التاريخ الطبي في جامعة بون، في الوقت نفسه أكمل تدريبة التخصصي في أمراض النساء والتوليد.
وفي عام 2002 عمل في العيادات الخارجية لمدينة ليفركوزن ويعيش مع أسرتة في مدينة كولونيا.

## الأعمال

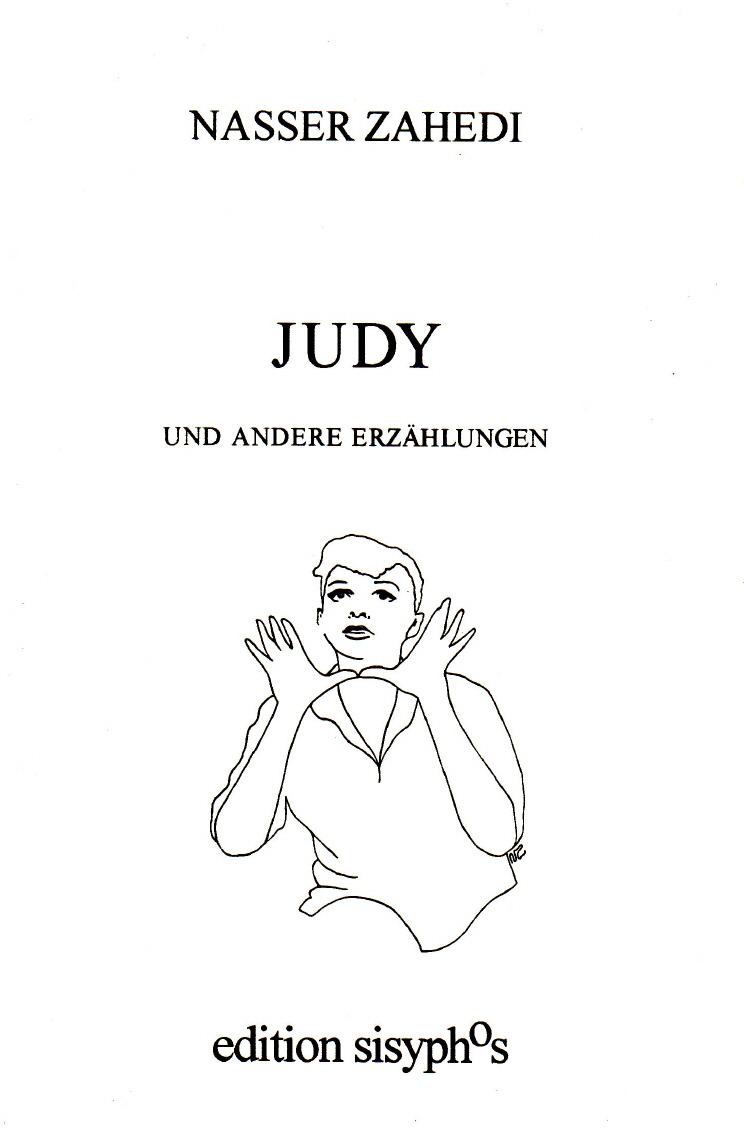
كتاب جودي

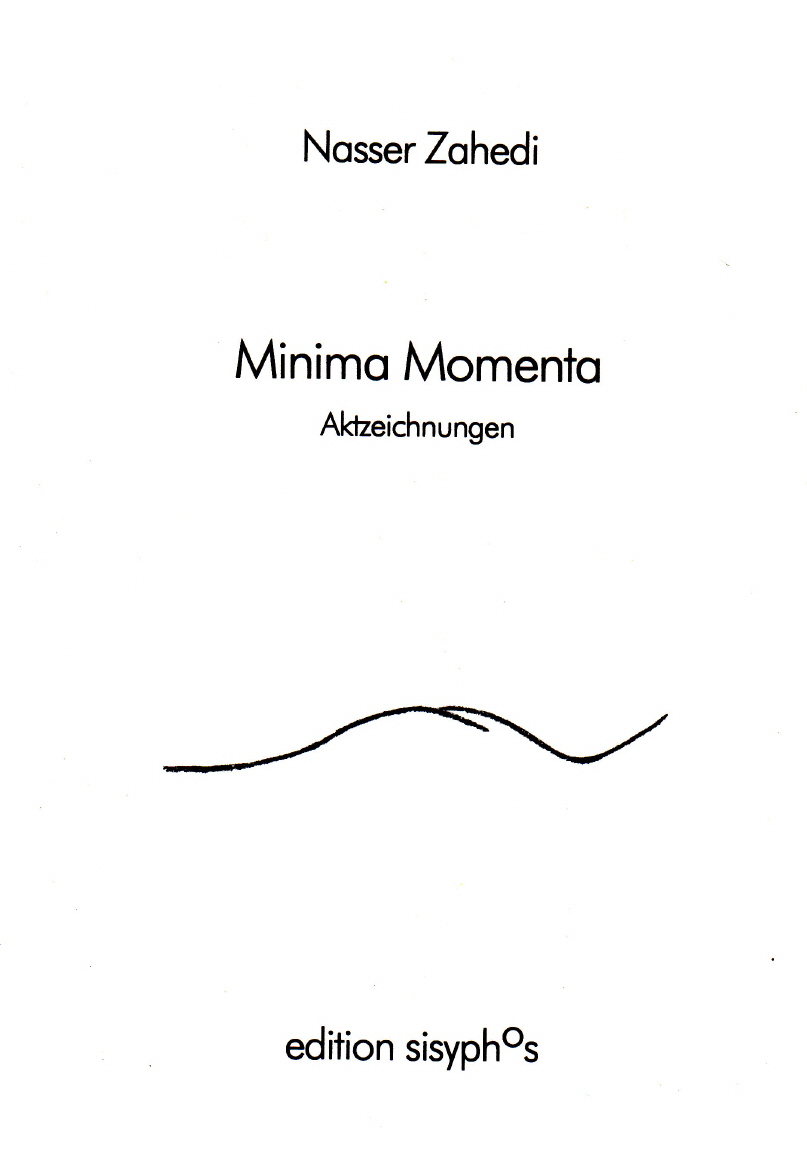
كتاب عزم الدنيا

### الكتب
- جودي وغيرها من القصص. طبعة سيزيف، كولونيا. 1996 (ردمك  3928637150)
- تطور تاريخ الجراحة في برلين،LOB.de, برلين، 2003 (ردمك  3936427275)
- عزم الدنيا-العراة، طبعة سيزيف، كولونيا، 2005 (ردمك  3928637371)

### المجلات
شارك في
- طبيب نسائي ISSN 0016-0237
- التوليد ISSN 0179-9185
- الطبيب الخاص لأمراض النساء ISSN 2190-9326
- الممارسة الطبية-أمراض النساء ISSN 1432-2870
- درم-عمليات الأمراض الجلدية ISSN 1436-2627
- منتدى طب الأنف والأذن والحنجرة ISSN 1436-2627
- الوسادة-عمليات طب الأطفال ISSN 0949-7633

### المعارض
- نحن ووسائل الإعلام (معرض فردي، كولونيا، 1994)
- اختيار الرسومات (معرض مشترك، كولونيا، 1997)
- نحن والفزاعات (معرض فردي، كولونيا، 2003)
- عزم الدنيا-العراة (معرض فردي، كولونيا، 2011)
- معرض صور «صورة مدينة مشوهة» (معرض فردي، كولونيا، 2014)